# Laura Ingraham
Laura Anne Ingraham, född 19 juni 1963 i Glastonbury i Connecticut, är en amerikansk programledare, opinionsbildare, författare och konservativ debattör. 
Ingraham är sedan oktober 2017 programledare för The Ingraham Angle på Fox News Channel, men har regelbundet medverkat på kanalen från 2007, bland annat som gästprogramledare för The O'Reilly Factor.

## Biografi
Ingraham föddes och växte upp i Glastonbury där pappan ägde en biltvätt och mamman var servitris. Ingraham avlade sin bachelorexamen vid Dartmouth College och identifierade sig då som övertygad konservativ republikan. Hon kom därefter att arbeta som talskrivare och rådgivare i inrikespolitiska frågor som abort i Vita huset under den andra hälften av Ronald Reagans presidentskap. Ingraham tog 1991 juristexamen vid University of Virginia School of Law och kom därefter att notarietjänstgöra, först för domare Ralph K. Winter Jr. vid United States Court of Appeals for the Second Circuit och därefter för Clarence Thomas, domare i USA:s högsta domstol. Efter notarietjänstgöringen anställdes Ingraham av Skadden, Arps, Slate, Meagher & Flom i New York som hon arbetade för från 1993 fram till 1996.
I mitten av 1990-talet kom hon att övergå till opinionsbildning och debatt. Hon sågs som en av unga drivna självsäkra konservativa kvinnor som då började framträda i media, liksom Ann Coulter och Kellyanne Conway. Under en tid var hon programledare på MSNBC för Watch It!. Sedan april 2001 har hon haft ett syndikerat radiopratprogram, The Laura Ingraham Show, och har kallats för "konservativ pratradios drottning". Ingraham var desillusionerad av George W. Bushs administration, inklusive Irakkriget, som hon ansåg inte var tillräckligt konservativ. Hennes opinionsbildning mot dennes nominering av Harriet Miers till domare i högsta domstolen underminerade denna och det sågs som ovanligt att konservativa opinionsbildare plötsligt vände sig mot en sittande republikansk president. Kritiken mot Bush var dock mild jämfört med den som kom att riktas mot Barack Obama och dennes administration.
Ingraham var tidigt en entusiastisk supporter av Donald Trump och har talat varmt för denne, förutom i sina egna program, också på republikanernas partikonvent 2016 och 2020 samt på CPAC. Hon hade innan Trumps politiska genombrott själv fördömt illegal invandring och hånat "snyfthistorier" om illegala invandrare, liksom riktat kritik mot multilaterala frihandelsavtal och Förenta Nationerna. Att Ingraham gavs ett eget program på Fox News Channel i oktober 2017 sågs som en ställningstagande av kanalen för Trumpflygeln av det Republikanska partiet, liksom ett värvande av en färgstark profil för bästa sändningstid efter att både Megyn Kelly och Bill O'Reilly lämnat kanalen.
Ingraham är ensamstående och har tre adopterade barn, en flicka från Guatemala och två pojkar från Ryssland (där hon var utbytesstudent under collegetiden).